# Universidade Estácio de Sá
A Universidade Estácio de Sá (UNESA) é uma Universidade privada brasileira fundada em 1970 no bairro de Rio Comprido, na Zona Central do Rio de Janeiro, como uma faculdade de Direito, e que hoje faz parte do grupo de universidades YDUQS. Possui 39 campi espalhados por todo o estado do Rio de Janeiro, sendo o Campus Tom Jobim o principal e responsável pela administração da universidade.
Por ser a maior universidade privada do Brasil, a empresa é conhecida pelo alto índice de reclamação e de insatisfação dos alunos. Entre as queixas estão cobranças indevidas, matrículas sem o consentimento do interessado e dificuldades para trancá-las. No site "Reclame Aqui", a reputação da empresa é "regular" e apresenta um total de 10.577 reclamações (número de agosto de 2022).

## História

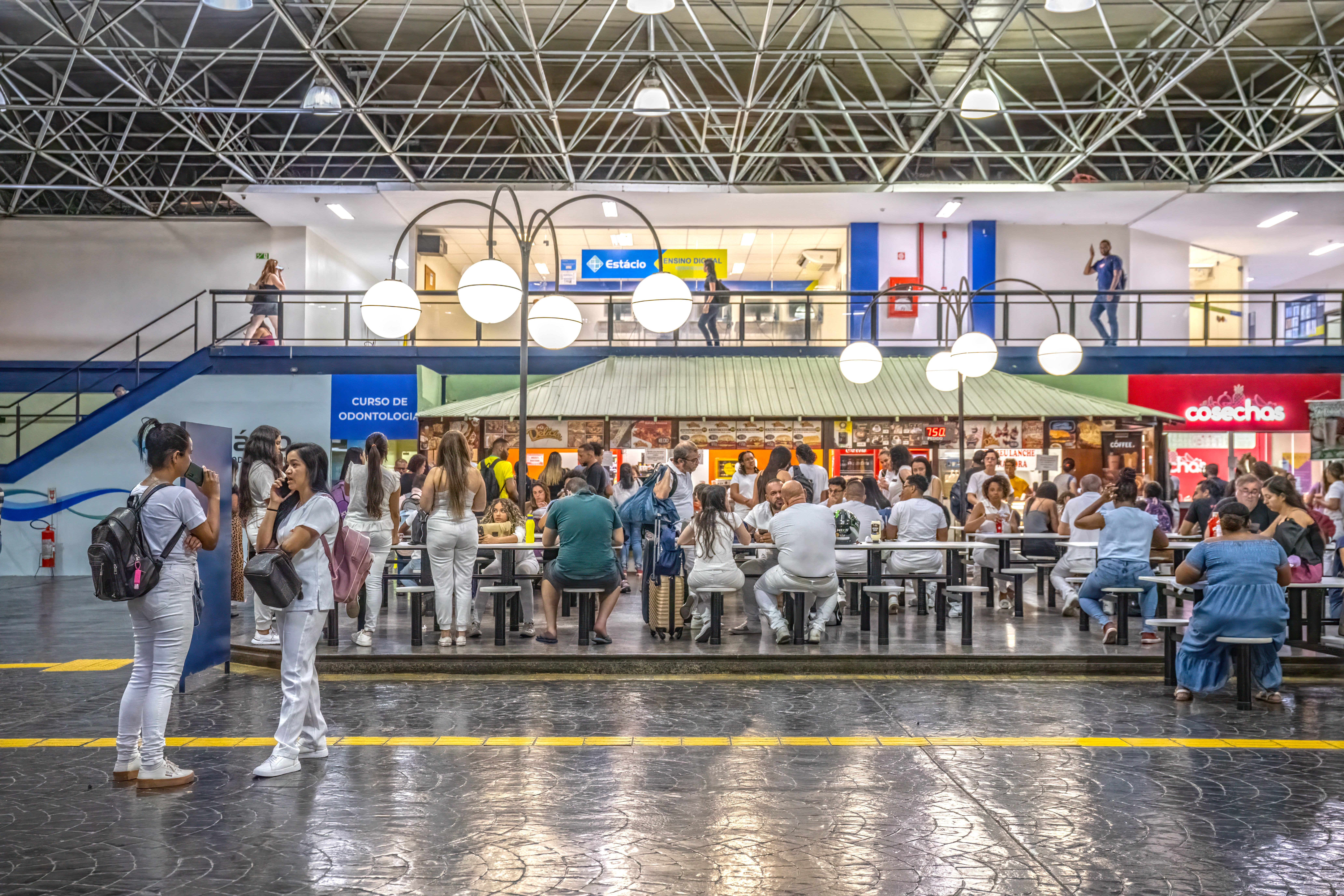
Campus Nova Iguaçu, Rio de Janeiro

Fundada em 1970 por João Uchôa Cavalcanti Netto, com a implantação do curso superior de Direito. Seu nome é em homenagem ao militar português fundador da cidade do Rio de Janeiro e primeiro governador-geral da capitania do Rio de Janeiro. Depois da Faculdade de Direito, o complexo educacional-empresarial Estácio de Sá não parou de crescer. Com efeito, foram criadas a Faculdade de Ciências Econômicas e Administrativas(1971), a Faculdade de Comunicação Social (1972); a Faculdade de Turismo (1973), a Faculdade de Formação de Professores (1975), a Faculdade de Arqueologia e Museologia (1975), a Faculdade de Fonoaudiologia (1976), a Faculdade Politécnica (1981) e a Faculdade de Música (1983). Em 1986, a Estácio de Sá era, então, a única instituição no Brasil a oferecer o curso de Arqueologia, a primeira a criar, no Rio de Janeiro, o curso de Hotelaria e de Turismo, além de ser a única a ter um plano de curso de Relações Internacionais, com ênfase no Comércio Exterior.
Durante a década de 1980, a Universidade Estácio de Sá (UNESA) dedicou-se à abertura de outros cursos de Ciências Humanas, tendo se convertido em universidade no ano de 1988. Com isso, na década seguinte, cresceu ainda mais, abrindo cursos pouco tradicionais na área de Comunicação e Negócios; o que foi uma grande inovação na mercadologia do ensino superior no Estado do Rio de Janeiro e, posteriormente, em nível nacional. Nos anos 2000, expandiu-se rapidamente em cursos da área de Ciências Biomédicas.
Em 2019, a Universidade Estácio de Sá (que faz parte da marca Estácio), passou a ser administrada pelo do grupo YDUQS (uma holding de capital aberto com foco no ensino superior, fundada em 1970 no Rio de Janeiro, Brasil), Que desde 2018, passou a ser considerada como a segunda maior empresa de educação superior no Brasil em número total de alunos e no valor de mercado, atrás apenas da Kroton Educacional. A YDUQS possui 15 marcas de ensino em seu portfólio (Estácio, Ibmec, Damásio Educacional, Clio Damásio, SJT, UniFacid, Unifanor, UniFBV, UniRuy, Faculdade Martha Falcão, Unifavip, Unimetrocamp, Área 1, UniToledo, Facimp  e Faci), e mais de 700 mil alunos matriculados em cursos de graduação e pós-graduação, nas modalidades presencial e educação à distância. Todas as instituições da marca Estácio possuem juntas 93 campi, divididos em uma universidade, 12 centros universitários e 35 faculdades, sendo 39 campi da Universidade Estácio de Sá, dos quais estão localizados no estado do Rio de Janeiro. No mesmo ano o grupo anunciou a aquisição do Centro Universitário Toledo (Unitoledo localizada em Araçatuba-SP) por 102,5 milhões, e as instituições Ibmec, a Wyden Educacional e a Damásio Educacional.
Além do investimento em ensino, também administrou um time de futebol profissional, o Estácio de Sá Futebol Clube, entre 2004 e 2011.

## Controvérsias
No site Reclame Aqui, a reputação da instituição é classificada como “regular” e, em 29 de agosto de 2022, constava um total de 10.577 reclamações. Em São Paulo – onde o grupo não atua em um segmento de grande representatividade – a instituição figurava como a nona do segmento com maior número de reclamações. No Maranhão, o Procon tem atuado em função de denúncias de práticas irregulares nas faculdades da instituição, conforme nota que informa a colaboração com as autoridades.

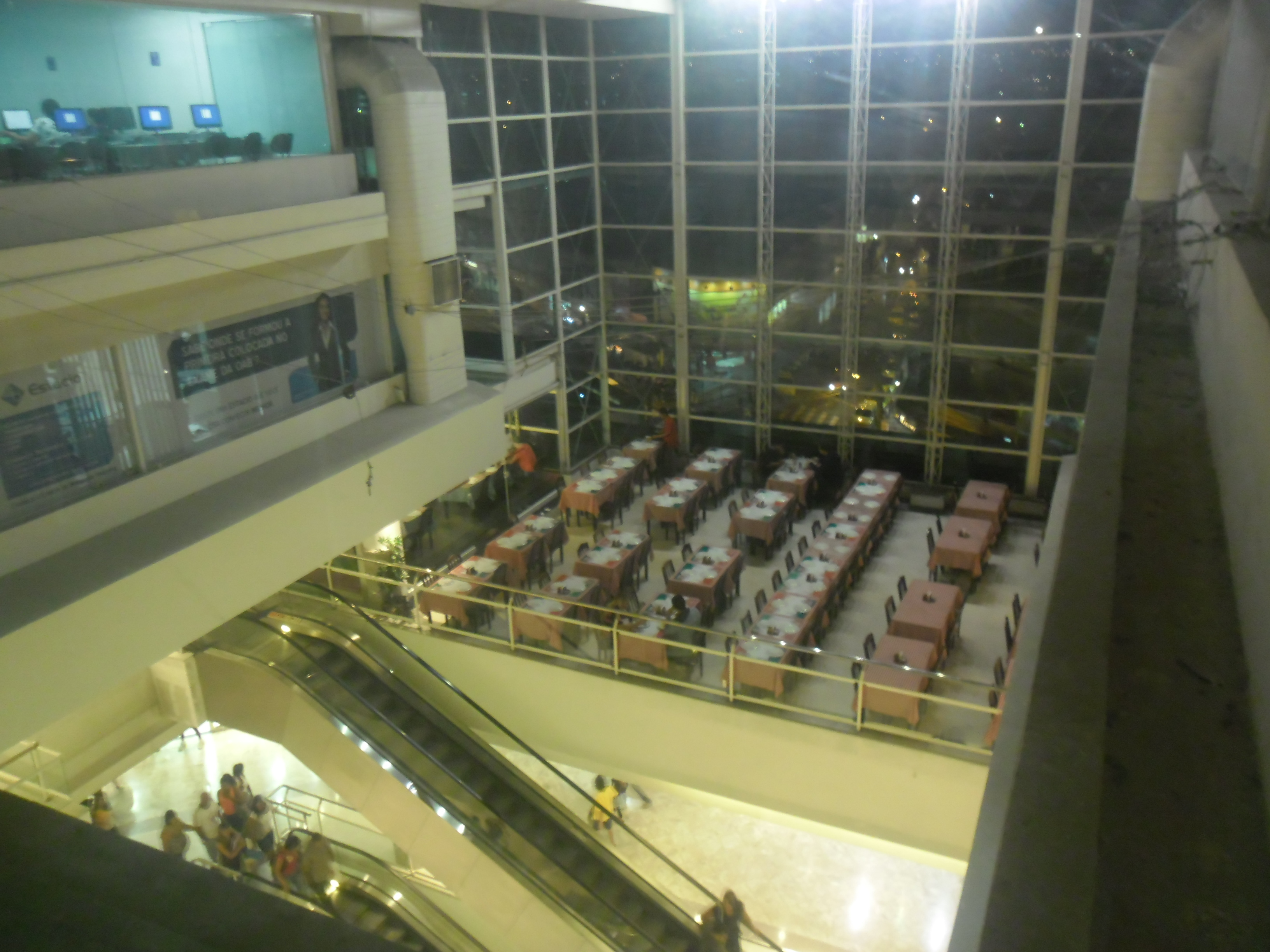
Interior do campus Madureira da Universidade Estácio de Sá, no Rio de Janeiro.

### Matrículas e cobranças indevidas
Em outubro de 2019, o Ministério Público do Estado do Ceará (MPCE) aplicou uma multa de 71 mil reais à Estácio por cobrança indevida. Segundo o MPCE, estudantes que haviam sido aprovados no vestibular e desistido da matrícula foram, mesmo após informados sobre o cancelamento, incluídos nas listas de matriculados e, posteriormente, de inadimplentes.
Em 2013, a universidade foi condenada a pagar 10 mil reais a um aluno, cujo nome foi indevidamente incluído no SPC, mesmo após este ter solicitado o trancamento da matrícula e passado a receber novas cobranças. A instituição reconheceu o erro, mas manteve o nome do aluno na lista de inadimplentes, tendo emitido nota de esclarecimento na qual informou que “pretende interpor recurso para redução da indenização a título de dano moral, uma vez que tomou as medidas necessárias [...], tendo corrigido o processo de cobrança antes do trâmite judicial.”

### Outras controvérsias
A Universidade Estácio de Sá foi objeto de diversas polêmicas e denúncias veiculadas na imprensa, dentre as quais se destacam:
- Em março de 2001, uma passarela do novo campus Barra desabou, ferindo entre 30 e 45 pessoas que participavam de um concurso público no local. Em decorrência do acidente, o certame foi adiado. Posteriormente, a prefeitura do Rio de Janeiro afirmou não ter autorizado a abertura do campus.[13][14]
- Em outubro de 2001, o fundador João Uchôa Cavalcanti Netto concedeu entrevista ao jornal Folha Dirigida, na qual afirmou, entre outras declarações, que “pesquisa é uma inutilidade pomposa”, que “na cúpula da Estácio quem tem mestrado e doutorado não entra. Isso é uma regra” e que “não me interessei pela educação e nem acho que eu seja uma pessoa muito interessada em educação. Eu sou interessado na Estácio de Sá, isso é que é importante”.[15]
- Em dezembro de 2001, ganhou repercussão nacional a matéria do programa Fantástico que denunciou a aprovação, no vestibular de 2002, de um semianalfabeto para o curso de Direito. O candidato, padeiro, respondeu apenas alternativas A e B em todas as questões e não realizou a redação. O então diretor da instituição, Marcelo Campos, atribuiu o resultado a “uma questão de sorte”, pois o candidato havia optado pelo período vespertino em uma turma com 20 vagas, mas apenas nove inscritos, classificando-o em 9º lugar. Após o episódio, a realização de redação passou a ser obrigatória.[16]
- Em dezembro de 2017, a instituição procedeu à demissão de 1.200 professores, fato que suscitou debates jurídicos acerca da aplicação da Reforma Trabalhista de 2017 (Lei nº 13.467/2017). Os sindicatos ingressaram com diversas ações judiciais contestando as demissões. Em comunicado, a empresa informou que pretendia reestruturar seus quadros e manter a sustentabilidade financeira, e os tribunais mantiveram as demissões. O episódio também impulsionou discussões sobre a política de financiamento público do ensino superior privado por meio do FIES.[17][18][19] O principal acionista controlador do Grupo Estácio, Chaim Zaher, havia reduzido significativamente sua participação no grupo e, em entrevista, criticou as demissões em massa.[20][21]